# Gouvernement Marco Berges
 Aragon
Eiroa Lanzuela
Le gouvernement Marco est le gouvernement de l'Aragon entre le 18 septembre 1993 et le 12 juillet 1995, durant la IIIe législature des Cortes d'Aragon. Il est présidé par José Marco ; puis par Ramón Tejedor qui exerce l'intérim à compter de la démission du précédent.

## Composition

### Initiale
| Fonction                                                      | Titulaire | Titulaire                  | Parti |
| ------------------------------------------------------------- | --------- | -------------------------- | ----- |
| Président de la Députation générale                           |           | José Marco Berges          | PSOE  |
| Conseiller à la Présidence et aux Relations institutionnelles |           | Ramón Aurelio Tejedor Sanz | PSOE  |
| Conseiller à l'Économie et aux Finances                       |           | Eugenio Nadal Reimat       | PSOE  |
| Conseiller à l'Aménagement du territoire                      |           | Isidoro Esteban Izquierdo  | PSOE  |
| Conseiller à l'Agriculture, à l'Élevage et à la Montagne      |           | Simón Casas Mateo          | PSOE  |
| Conseiller à l'Environnement                                  |           | Jesús Muro Navarro         | Sans  |
| Conseiller à l'Industrie, au Commerce et au Tourisme          |           | José Antonio Cid Felipe    | PSOE  |
| Conseiller à la Santé et à la Consommation                    |           | Rafael Gómez Lus           | Sans  |
| Conseiller au Bien-être social et au Travail                  |           | Antonio Calvo Lasierra     | PSOE  |
| Conseillère à l'Éducation et à la Culture                     |           | Pilar de la Vega Cebrián   | PSOE  |

### Remaniement du23 juin 1994
- Les nouveaux conseillers sont indiqués en gras, ceux ayant changé d'attributions en italique.

| Fonction                                                      | Titulaire | Titulaire                                                               | Parti |
| ------------------------------------------------------------- | --------- | ----------------------------------------------------------------------- | ----- |
| Président de la Députation générale                           |           | José Marco Berges (jusqu'au 20/01/1995) Ramón Aurelio Tejedor Sanz a.i. | PSOE  |
| Conseiller à la Présidence et aux Relations institutionnelles |           | Ramón Aurelio Tejedor Sanz                                              | PSOE  |
| Conseiller à l'Économie et aux Finances                       |           | Eugenio Nadal Reimat (jusqu'au 12/01/1995) Ángel Gimeno Marín           | PSOE  |
| Conseiller à l'Aménagement du territoire                      |           | Isidoro Esteban Izquierdo                                               | PSOE  |
| Conseiller à l'Agriculture, à l'Élevage et à la Montagne      |           | Simón Casas Mateo                                                       | PSOE  |
| Conseiller à l'Environnement                                  |           | José Manuel de Gregorio Ariza                                           | PSOE  |
| Conseiller à l'Industrie, au Commerce et au Tourisme          |           | Jesús Muro Navarro                                                      | Sans  |
| Conseiller à la Santé et à la Consommation                    |           | Rafael Gómez Lus (jusqu'au 02/09/1994) Vicente Comet Sánchez de Rojas   | Sans  |
| Conseiller au Bien-être social et au Travail                  |           | Antonio Calvo Lasierra                                                  | PSOE  |
| Conseillère à l'Éducation et à la Culture                     |           | Ángela Abós Ballarín                                                    | Sans  |